# Доступність інформаційна
Доступність (англ. Availability) — властивість інформаційного ресурсу, яка полягає в тому, що користувач та/або процес, який володіє відповідними повноваженнями, може використовувати цей ресурс відповідно до правил, встановлених політикою безпеки не очікуючи довше заданого (прийнятного) інтервалу часу.
Суть властивості полягає в тому, що потрібний інформаційний ресурс знаходиться у вигляді, необхідному користувачеві, в місці, необхідному користувачеві, і в той час, коли він йому необхідний.